# Limp Bizkit
Limp Bizkit (Лимп Бизкит, в переводе с англ. — «размякшее печенье») —  американская ню-метал/рэп-рок-группа, образованная в 1995 году в городе Джэксонвилл, штат Флорида. В нынешний состав коллектива входят Фред Дёрст (вокал), Уэс Борланд (гитара), Сэм Риверс (бас-гитара), Джон Отто (ударные) и DJ Lethal (диджеинг). Limp Bizkit стали известны жёсткой тематикой песен, агрессивной манерой исполнения Фреда Дёрста, звуковыми экспериментами и устрашающим сценическим образом Уэса Борланда, а также детально разработанными и эффектными концертными выступлениями. Группа трижды номинировалась на премию «Грэмми» и продала более 40 миллионов копий альбомов по всему миру, из которых 16,5 миллионов в США.
В начале своей деятельности Limp Bizkit получили некоторую популярность в Джэксонвилле. Позднее группа становится известной в США, после того, как в 1997 музыканты подписывают контракт с лейблами Interscope и Flip Records, которые издают дебютный студийный альбом группы Three Dollar Bill, Y'all$. Значительной популярности, как в Америке, так и во всём мире, Limp Bizkit добиваются с выходом альбомов Significant Other (1999) и Chocolate Starfish and the Hot Dog Flavored Water (2000), последующими концертными турами, выступлениями на фестивалях Вудсток '99 и Big Day Out, вызвавших массу споров среди критиков и журналистов.
В 2001 году Уэс Борланд покидает группу и на его место приходит гитарист Майк Смит. Однако после релиза в 2003 четвёртого студийного альбома Results May Vary Борланд возвращается в Limp Bizkit. В 2005 году выходит мини-альбом The Unquestionable Truth (Part 1), после чего группа временно прекращает творческую деятельность. В 2009 происходит воссоединение Limp Bizkit. Музыканты выпускают пятый диск Gold Cobra (2011), затем покидают Interscope и подписывают контракт с лейблом Cash Money Records. В 2012 году из-за конфликта с Фредом Дёрстом группу покидает программист и диджей DJ Lethal, на место которого, в качестве гастрольного участника, приходит DJ Skeletor. После многих лет тизерного альбома под предварительным названием Stampede of the Disco Elephants группа объявила о своём шестом студийном альбоме Still Sucks, выход которого состоялся 31 октября 2021 года.

## История группы

### Формирование и первые годы (1995—1996)

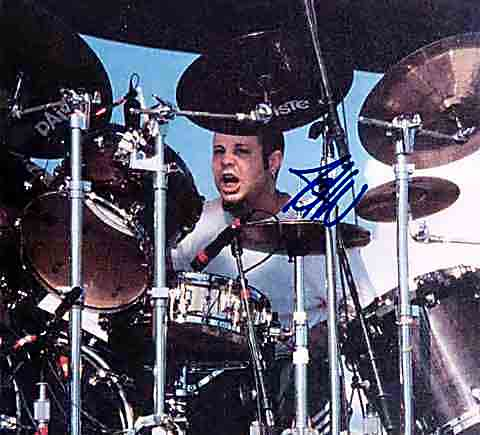
Джон Отто до участия в Limp Bizkit был джазовым барабанщиком школы искусств Дугласа Андерсона и играл в авангардных группах

Фред Дёрст вырос в Джэксонвилле, штат Флорида. В подростковом возрасте он увлёкся брейк-дансом, хип-хоп-культурой, панк-роком и хеви-металом. Дёрст читал рэп, занимался диджеингом, битбоксингом и скейтбордингом. Когда Дёрст работал газонокосильщиком и тату-мастером у него родилась идея создать музыкальный коллектив, который бы совмещал элементы рок-музыки и хип-хопа. В начале 1990-х Фред Дёрст был участником трёх групп: Split 26, Malachi Sage, не имевшие успеха и прекратившие существование, и 10 Foot Shindig, которую Дёрст покинул сам. В декабре 1994 года Фред Дёрст всерьёз задумался о создании собственной группы. Он связался с басистом Malachi Sage Сэмом Риверсом и предложил ему стать участником своей группы. Риверс согласился и в свою очередь предложил в качестве ударника кандидатуру своего кузена джазового барабанщика Джона Отто, который на тот момент играл в школе искусств Дугласа Андерсона и в различных местных авангардных группах. Таким составом они проводили первые репицитии, Фред играл на гитаре, как он выражался «Играл на одной струне и двигал палец туда-сюда». Затем к ним присоединился гитарист Роб Уотерс после его встречи с Дёрстом, второй предложил ему играть в своей группе и Роб согласился. В тот момент все вместе они сформировали группу под названием «Limp Biscut». Позже состав приступил к записи демоальбома Mental Aquaducts. Уотерс обратился к своему знакомому, Джону Джейкенсу, который имел свою студию звукозаписи. Как говорил сам Джон, демо записывалось в течение нескольких дней. Затем уже в другой студии группа занялась мастерингом треков. Однако в процессе мастеринга Роб покидает группу а на его место приходит гитарист Уэс Борланд. 22 ноября кассета была полностью готова. Чуть позже, спустя неделю после выпуска, группа Korn приехала В Джексонвил, выступать в клубе «Milk Bar», на разогреве у Sick of It All, в котором часто играли Limp Bizkit. Фред Предложил Хэду набить татуировку в виде кукурузы на спине второго. Получилось не очень, так как все были пьяны. Однако Дёрст сумел дать Korn Демо, что бы те передали её Россу Робинсону, но продюсер не оценил запись, и сотрудничество началось уже после следующих демо записей.

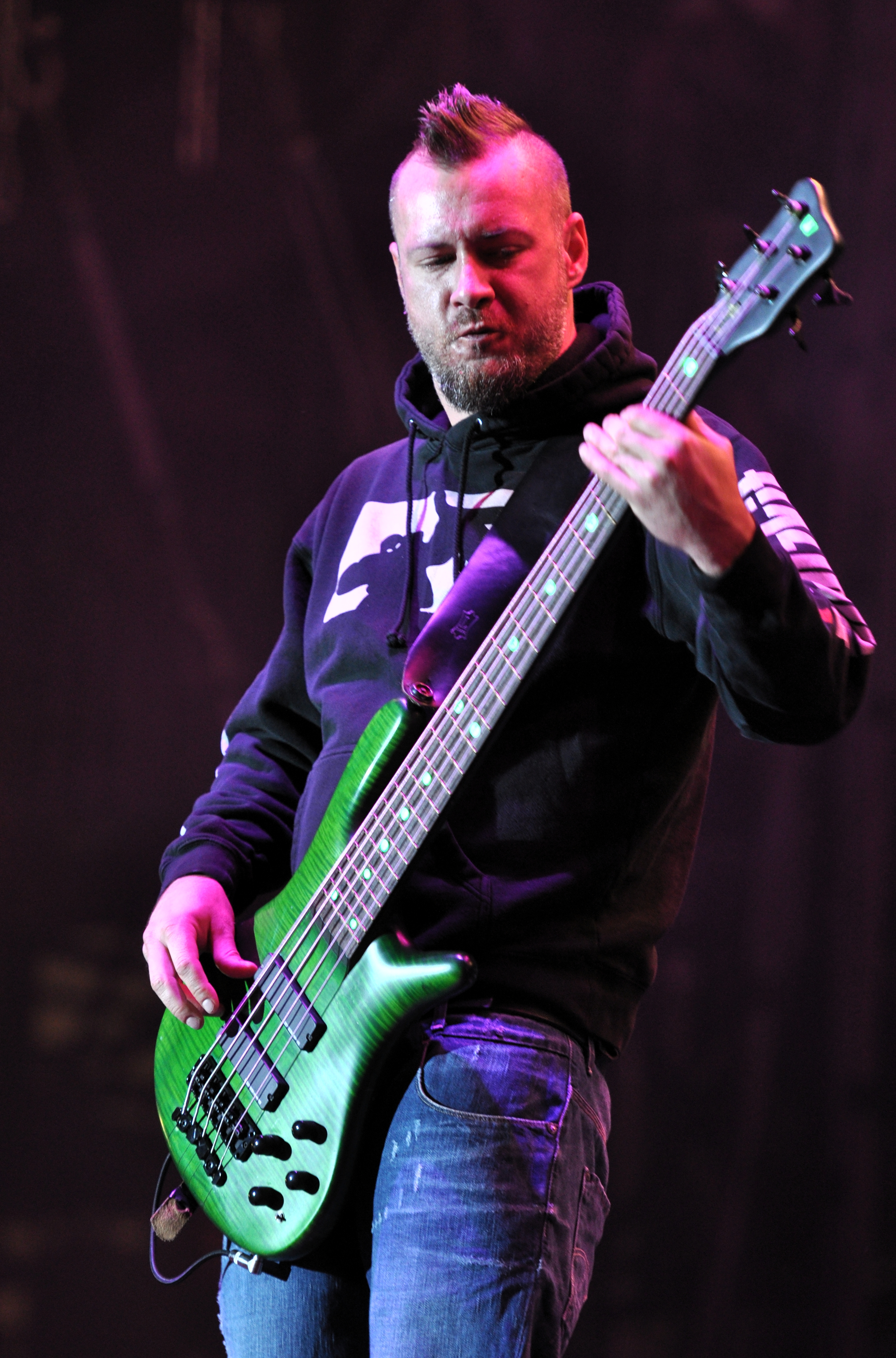
Басист и один из основателей группы Сэм Риверс

С осени 1995 года вместе с Limp Bizkit играл брат Уэса Борланда, Скотт Борлэнд, который играл сэплы. Тогда группа работала только на андеграундной сцене. Коллектив выступал в различных панк-клубах во Флориде, чаще всего в «Milk Bar». Limp Bizkit довольно быстро завоевали популярность и рок-группа Sugar Ray пригласила музыкантов некоторое время выступать у них на разогреве в этом клубе. Владелец Milk Bar Дэнни Уиммер позже говорил, что «Limp Bizkit начали играть для десяти человек, а увеличили аудиторию до восьмисот в течение нескольких месяцев». Однако музыканты понимали, что для достижения национального успеха им нужно то, что выделяло бы группу от остальных исполнителей на выступлениях. Для привлечения новых слушателей Limp Bizkit начали, помимо своего репертуара, исполнять композицию «Faith» Джорджа Майкла и «Straight Up» Полы Абдул в жёстком рок-звучании. Помимо этого, у аудитории вызывал интерес необычный имидж Уэса Борланда. Его внешний вид стал одной из главных особенностей группы.
Нынешнее название группы «Limp Bizkit» можно перевести, как «размякшее печенье». Оно появилось следующим образом: музыканты начали размышлять над названием своего коллектива. Среди рассмотренных вариантов были «Gimp Disco», «Split Dickslit», «Bitch Piglet» и «Blood Fart». По мнению Фреда Дёрста предложенные названия не подходили. Многие в то время употребляли марихуану, и у этих людей было такое ощущение, что их мозг был размякшим как печенье. Сэм Риверс был одним из них и как раз произнёс такую фразу: «My brain is like a limp biscuit!» (с англ. — «Мой мозг словно размякшее печенье!»). Словосочетание понравилось Дёрсту, он хотел такое название для группы, которое бы отталкивало слушателей. По его словам таким названием они хотели «отодвинуть не желающих нас слушать людей подальше».
К концу 1995 года популярность коллектива росла, и появлялись новые группы пародирующие Limp Bizkit, на что вторые отреагировали песней «Counterfeit». В начале она исполнялась только на концертах, но позже не выдержав, группа пошла записывать трек в доме одного из участников прямо посреди ночи.
В начале 1996 года группу решили переименовать в «Limp Bizkut» и Фред Дёрст начал пытаться привлечь внимание крупных лейблов звукозаписи к Limp Bizkit, выдавая себя за менеджера группы, однако попытки были безуспешными. После записи «Counterfeit» группа написала ещё две песни, Сэм Риверс пришёл к своему знакомому Дон Смиту и рассказал ему о группе. Позже они сыграли некторые свои песни вживую специально для него, он очень восхитился и они начали обсуждать возможность записаться на студии. В конце концов они записали демо в которое вошли 3 песни: «Counterfeit», «Pollution», «Stuck».

Позже группа сыграла концерт первый раз за пределами Джексонвилла в Лос-Анджелесе на разогреве у Korn. Дёрст дал послушать Арвизу и Уэлчу демозапись Limp Bizkit (в то время группа уже называлась так, хотя в некоторых рекламных буклетах о концертах они продолжали указываться как «Limp Bizkut» вплоть до конца 1997 года). Участники Korn передали её своему продюсеру Россу Робинсону. Робинсон был впечатлён записью; позднее он согласился спродюсировать дебютный студийный альбом Limp Bizkit.
В начале весны 1996 года у Фреда и Уэса Борланда случился конфликт, из-за чего второй уходит из группы, а ему на замену приходи Терри Бальзамо. С ним группа записала 2 демо альбома.
В июне После удачного выступления Limp Bizkit в Голливуде на разогреве у Korn, группа подписывает контракт с Mojo records, дочерним лейблом MCA Records. По пути в Калифорнию, где находилась студия звукозаписи, музыканты попадают в серьёзную аварию. После случившегося Фред Дёрст уговаривает Борланда продолжить играть в группе, на что тот соглашается, а Терри уходит. По прибытии в Калифорнию музыканты принимают решение расторгнуть контракт с Mojo и начинают сотрудничество с Flip, филиалом Interscope Records, а Фред Дёрст уговаривает Борланда продолжить играть в группе, на что тот соглашается.
Летом 1996 года Limp Bizkit начинает выступать со многими группами, в их числе House of Pain в которой играл DJ Lethal. В ноябре 1996 года House of Pain распадается, и к Limp Bizkit присоединяется DJ Lethal, из-за чего Скотт перестал выступать, однако не ушёл из группы, некоторые сэплы для первых трёх студийных альбомов написанны им. По мнению музыкантов Limp Bizkit, приход DJ Lethal позволил группе экспериментировать в музыке и сформировать собственный стиль. В это время между Фредом Дёрстом и Уэсом Борландом возникает конфликт, из-за чего Борланд отказывался играть в группе.

### Three Dollar Bill, Y’all$(1997—1998)

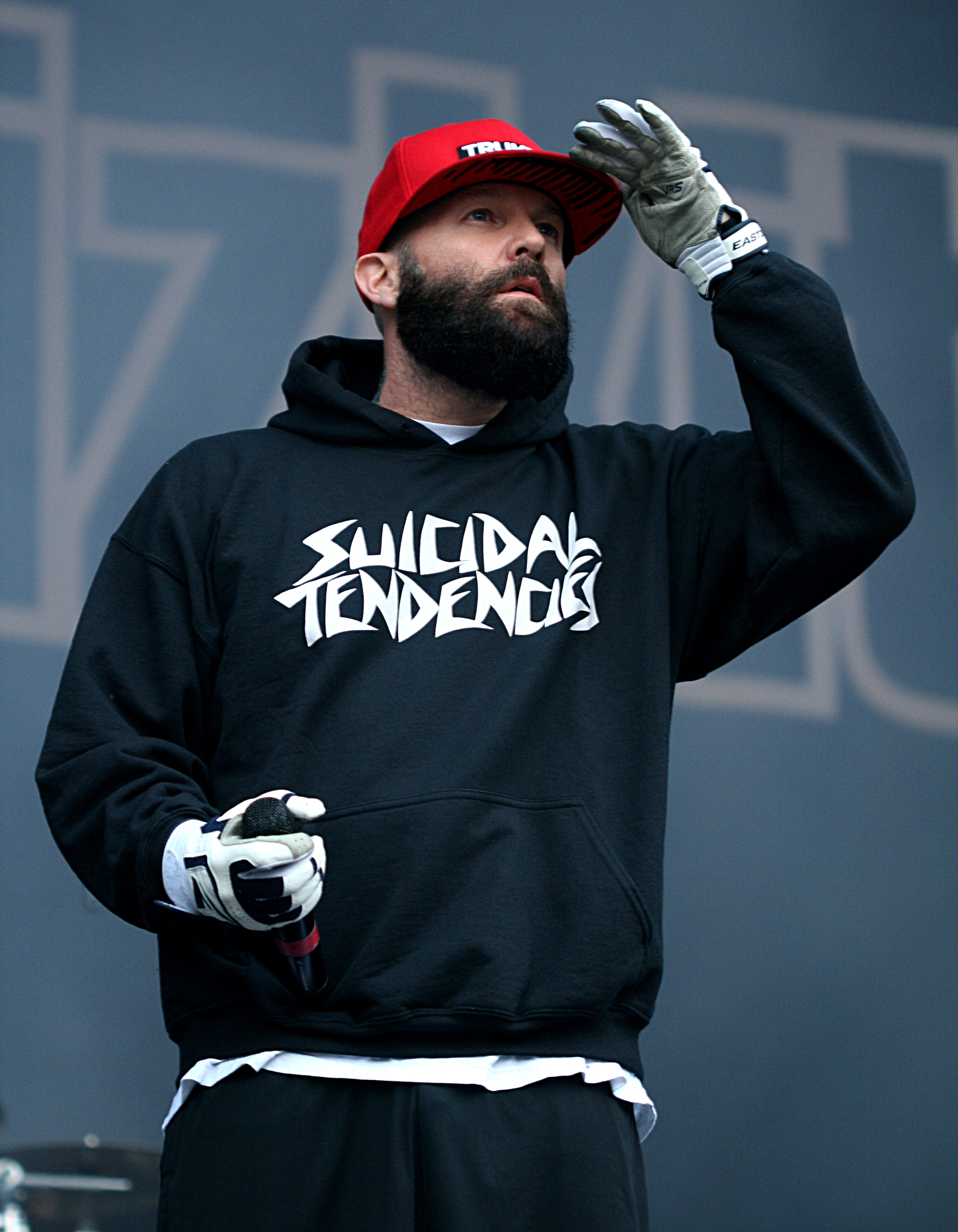
После выхода альбома Three Dollar Bill, Yall$, вокалист Фред Дёрст был назначен старшим вице-президентом A&R на Interscope Records

После того, как Росс Робинсон прослушал демо Limp Bizkit, он согласился заняться продюсированием дебютного альбома группы. Музыканты начали работу над студийным материалом в студии Робинсона Indigo Ranch. Группа работала над записью импровизируя и поддаваясь настроению. Так, например, проблемы в отношениях Дёрста с девушкой вдохновили его написать песню «Sour», а построение композиции «Everything» основывается на инструментальной импровизации.
Несмотря на успех кавер-версии «Faith» на концертных выступлениях, Робинсон хотел убедить участников группы не включать её в альбом. Однако перезаписанная версия песни, которая имела ещё более тяжёлые гитарные партии и игру на барабанах, а также скрэтчинг, произвела на Робинсона впечатление. При записи альбома участники Limp Bizkit находились под влиянием группы Tool и прогрессивного метала в целом. По словам музыкантов именно прогрессивный метал сыграл большую роль в формировании звучания дебютной пластинки; его элементы присутствуют в треке «Nobody Loves Me», работая над которым Дёрст подражал вокальному стилю Мэйнарда Джеймса Кинана.
В мае 1997 года группа заканчивает работу над пластинкой, после чего отправляется в совместный концертный тур с Korn и Helmet. Музыкальные критики отрицательно отнеслись к совместным выступлениям групп. В частности Джон М. Гилбертсон из Milwaukee Journal-Sentinel крайне негативно отозвался о поведении Дёрста на сцене, заявив: «Моё внимание привлекли Limp Bizkit со своим рэп/трэш-шоу, где солист своими экспрессивными речами заставлял каких-то гомиков „топать“ на концерте. Это даже не дистанционный мятеж. Это просто ребячество».
Продолжая тактику использования названий, которые бы отталкивали слушателя, Limp Bizkit, ссылаясь на известную в США фразу «queer as a three dollar bill» (с англ. — «голубой как трёхдолларовая банкнота»), назвали первый студийный альбом Three Dollar Bill, Yall$ (с англ. — «Трёхдолларовые банкноты, все вы»).
Interscope Records предложил группе заплатить $5000 для гарантированной ротации на радиостанциях Портленда песни «Counterfeit», вышедшей в качестве промосингла предстоящего альбома. За оплаченное эфирное время Limp Bizkit подверглись критике со стороны музыкальных журналистов, которые восприняли это как взятку. Однако менеджер группы Джефф Куэтинец позже назвал это «блестящим маркетинговым ходом». После релиза сингла «Counterfeit», 1 июля 1997 года состоялся выход первого студийного альбома Limp Bizkit. Мнения критиков по поводу дебютной пластинки были разносторонним. Обозреватель AllMusic Стивен Томас Эрлевайн писал: «Они не имеют много оригинальных идей […], но они делают свою музыку хорошо. У них есть мощная ритм-секция и запоминающиеся эффекты, делающие песни „волнующими“». Тем не менее, Роберт Кристгау низко оценил Three Dollar Bill, Y’all$. Несмотря на столь неоднозначные отзывы, после выхода альбома Фред Дёрст был назначен старшим вице-президентом A&R на Interscope Records.
После релиза Three Dollar Bill, Y’all$ Limp Bizkit отправляются в концертный тур, в рамках которого группа также выступила на фестивале экстремального спорта Warped Tour наряду с Pennywise, The Mighty Mighty Bosstones, Sick of It All, Lagwagon и Blink-182. Во время ряда концертов в Камбодже совместно с Primus и Deftones, Limp Bizkit приняли решение, чтобы при входе девушкам билеты раздавались бесплатно. В связи с этим увеличилась женская аудитория Limp Bizkit, хотя музыка группы была рассчитана, в первую очередь, на мужчин.
Европейская часть тура Limp Bizkit проходила в 1998 году с группами Soulfly и Cold. В июле 1998 выходит второй промосингл «Faith», ставший радиохитом. Позже Limp Bizkit выступают на фестивале Ozzfest. В августе участник группы Джон Отто на ночь был задержан полицией Оберн Хиллз, штата Мичиган, за незаконное ношение травматического оружия.
После Ozzfest Limp Bizkit, совместно с Korn, Orgy, Rammstein и Incubus, выступают на Family Values Tour 1998 и делают перерыв в гастролях. Музыканты снимают видеоклип на песню «Faith» для промоушена фильма «Очень дикие штучки». Фред Дёрст остался недовольным клипом и было решено снять другой. В этом видео были задействованы музыканты групп Primus, Deftones и Mötley Crüe. Клип приобрёл популярность и активно транслировался на музыкальных каналах. Позже Фред Дёрст в интервью говорил: «Джордж Майкл ненавидел этот кавер и возненавидел нас».

### Significant Other(1999—2000)

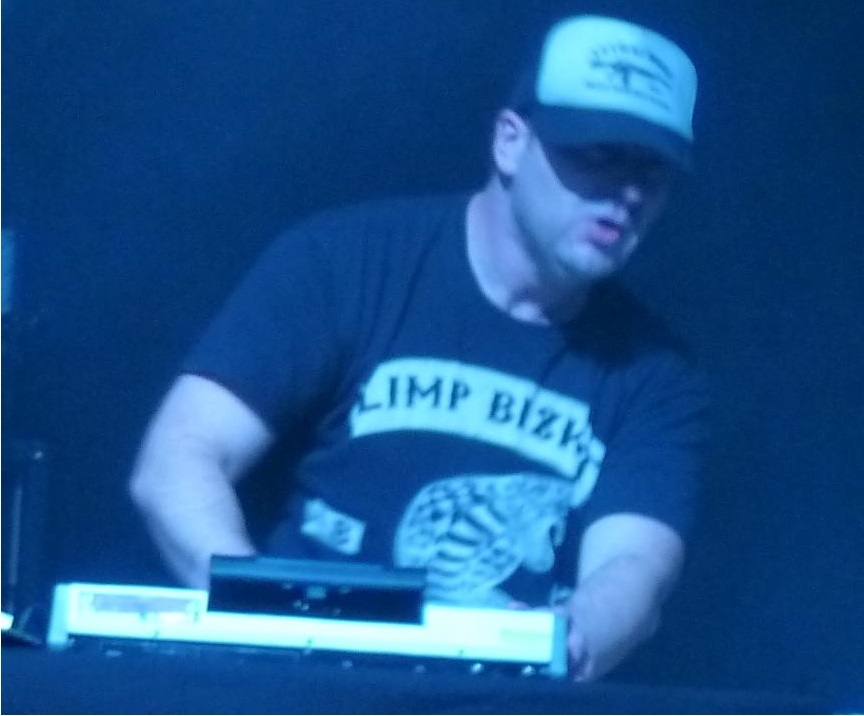
Во время работы над Significant Other DJ Lethal выступил в качестве звукового дизайнера

После успеха сингла «Faith» Limp Bizkit начинают работу над вторым студийным альбомом. Продюсером пластинки стал Терри Дэйт, работавший ранее с Pantera, White Zombie и Deftones. С участием Method Man и Поли Шора группа записала трек «Shut the Fuck Up», который был переименован в «N 2 Gether Now». Помимо Limp Bizkit над пластинкой работали Джонатан Дэвис, Скотт Уайланд из Stone Temple Pilots, Аарон Льюис из Staind, Лес Клейпул и Мэтт Пинфилд. Также совместно с Эминемом Дёрст записал композицию «Turn Me Loose», не вошедшую в трек-лист альбома.
Вышедшая 22 июня 1999 года вторая пластинка Significant Other (с англ. — «Вторая половинка») принесла Limp Bizkit большой коммерческий успех. Альбом достиг 1-й строчки Billboard 200 с проданным тиражом 643 874 копий за первую неделю. За вторую неделю было продано ещё 335 000 экземпляров пластинки. Предшествовавший альбому сингл «Nookie» также приобрёл известность и стал хитом. Участники группы регулярно появлялись на обложках различных музыкальных изданий, в том числе и Spin. Группа также обзавелась собственным интернет-сайтом и начала контактировать со своими поклонниками. После релиза Significant Other Фред Дёрст переехал из Джэксонвилла в Лос-Анджелес.
В музыкальном плане второй альбом значительно превосходил по качеству звучания Three Dollar Bill, Yall$ и получил множество положительных отзывов музыкальных обозревателей. Тем не менее группа также подвергалась критике в средствах массовой информации; в одной из статей Spin по поводу альбома Significant Other было написано, что «Limp Bizkit ещё не написали хорошую песню», а музыканты Мэрилин Мэнсон и Трент Резнор критиковали подход Limp Bizkit к музыке.
Через некоторое время, после выхода Significant Other, группа отправилась в концертный тур, который начался с неприятностей. На совместном выступлении Limp Bizkit с Кидом Роком Сэм Риверс разбил свою бас-гитару, разозлившись на неё из-за плохого звука. Риверс сильно порезал руку, и пришлось накладывать швы. 12 июля 1999 года во время выступления в Сент-Поле, штат Миннесота, Фред Дёрст толкнул охранника, из-за чего позже был арестован по обвинению в нападении. Эти происшествия всячески муссировались в прессе. В частности, Rolling Stone негативно воспринял всё произошедшее. Позднее редактор The New York Times Энн Пауэрс писала: «Группа была бы интересной, если бы не нагромождение однообразного темпа и не отсутствие таланта у мистера Дёрста».
24 июля 1999 года перед 200 000 аудиторией состоялось скандальное выступление группы на фестивале Вудсток '99. Насильственные действия начались во время и после выступления. В процессе исполнения песни «Break Stuff» поклонники срывали с ограждений фанеру. Было сообщено о нескольких сексуальных домогательствах после выступления. Фред Дёрст во время концерта заявил: «Травмируются люди. Не делайте никому больно. Но я не говорю, что вы должны спокойно стоять. Это была задача Аланис Мориссетт и её ублюдков-фанатов. Если кто-то упадёт, поднимите его. Мы уже выпустили свой негатив. Теперь мы хотим выпустить позитивную энергию». Позже в интервью Дёрст сказал: «Я не видел, чтобы кто-то получал травмы. И вы не видели этого. Когда ты смотришь на море людей с 20-футовой сцены, когда ты выступаешь, ты чувствуешь свою музыку, и это то, чего от тебя ждут. Разве я мог заметить, что что-то идёт не так?». В интервью журналу San Francisco Examiner участник группы Primus Лес Клейпул сказал: «На Вудстоке Дёрст был Дёрстом. Его позиция „любая пресса — плохая пресса“, это то, что он берёт на себя. Он погряз в этом. Всё же он замечательный парень».
Скандалы после выступлений нашли своё отражение в выпущеном группой видеоклипе к композиции «Re-Arranged», где по сюжету участники Limp Bizkit предстают перед судом и получают смертный приговор за участие на концертах. Клип завершается тем, что группа тонет в молоке на глазах у разгневанных свидетелей. Фред Дёрст сказал, что выступление группы на фестивале было ошибкой, испортившей репутацию Limp Bizkit. Но несмотря на всё произошедшее альбом Significant Other довольно долго оставался на первой строчке Billboard. Осенью 1999 года был проведён тур Family Values Tour 1999, возглавленный группой. В ноябре Limp Bizkit выпускают, записанный совместно с Method Man и Поли Шором, сингл «N 2 Gether Now». Клип на песню был вдохновлён постоянными потасовками инспектора Клузо и его дворецкого в серии фильмов «Розовая пантера». Некоторое время клип пользовался популярностью.

### Chocolate Starfish and the Hot Dog Flavored Water(2000—2001)

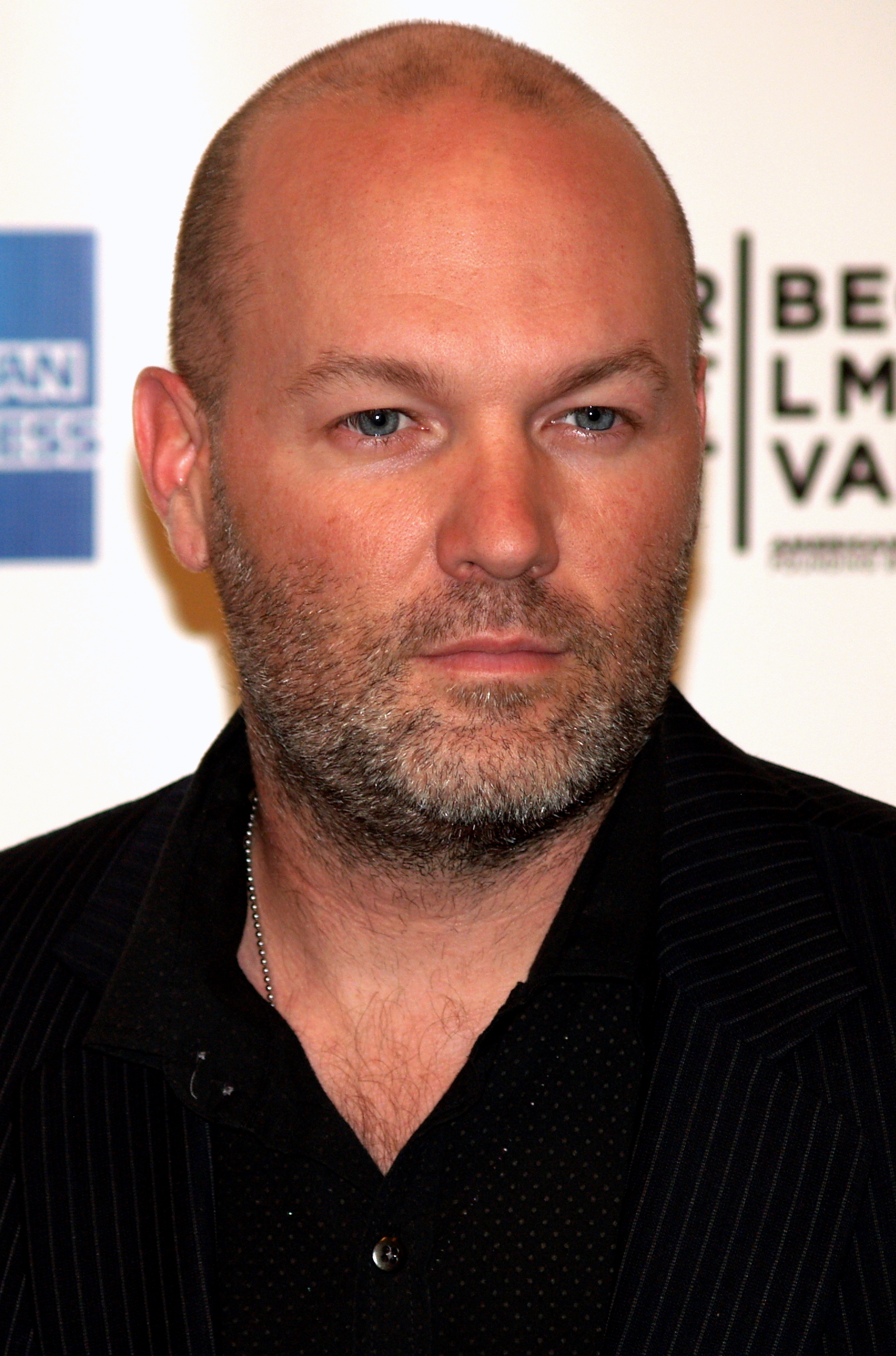
На вручении премии MTV Video Music Awards Фред Дёрст спел дуэтом с Кристиной Агилерой, что было негативно воспринято в СМИ

В начале 2000 года был анонсирован выход третьего студийного альбома. Фред Дёрст объявил, что названием пластинки будет «Chocolate Starfish and the Hot Dog Flavored Water» (с англ. — «Шоколадная морская звезда и газировка со вкусом хот-дога»). Многие журналисты восприняли это как шутку; дело в том, что в английском языке выражение «chocolate starfish» — эвфемизм для ануса. В одном из интервью Уэс Борланд заявил, что название пришло в голову, когда Дёрст и Борланд были на стоянке грузовиков и подъехали траки с шоколадным печеньем и газированной водой.
В июне 2000 года Limp Bizkit принимали участие на Dysfunctional Family Picnic, однако их выступление в рамках фестиваля состоялось на час позже времени, указанного в сет-листе. Пресс-секретарь Interscope объяснил это тем, что возникла путаница при организации Dysfunctional Family Picnic. Также Фред Дёрст перед зрителями оскорбил вокалиста Creed Скотта Степпа и называл его эгоистом. Позднее между Дёрстом и Степпом возник конфликт во время раздачи автографов после проведения фестиваля Total Request Live. В июле и августе 2000 Limp Bizkit провели концертный тур, который спонсировался файлообменной сетью Napster. Дёрст был сторонником свободного распространения файлов. Позже Limp Bizkit провели Guerrilla Tour; группа проводила выступления прямо на улице. Снятый материал был доступен в интернете.
7 сентября 2000 года на вручении премии MTV Video Music Awards Фред Дёрст, совместно с поп-певицей Кристиной Агилерой, исполнил композицию «Livin' It Up». Это выступление было неоднозначно воспринято как фанатами группы, так и коллегами Limp Bizkit. Вокалист индастриал-рок-группы Filter Ричард Патрик отметил, что «появление Фреда с Агилерой смутило» и назвал выступление «куском собачьего дерьма». В ответ на столь негативную реакцию Дёрст заявил: «Я же говорил вам, ребята, это всё ради того, чтобы заполучить премию». После реплики Дёрста Агилера по этому поводу сказала: «Он её не получит».
Выпущенный 17 октября 2000 года третий студийный альбом Chocolate Starfish and the Hot Dog Flavored Water значительно превзошёл успех вышедшего в 1999 Significant Other. В первую неделю продаж в США пластинка была продана более чем миллионным тиражом. Chocolate Starfish and the Hot Dog Flavored Water стал одним из самых продаваемых альбомов в истории рок-музыки, побив тем самым рекорд, достигнутый ранее диском Vs. рок-группы Pearl Jam. Третья пластинка Limp Bizkit была признана золотой и шестикратно платиновой в США и Канаде. Такие композиции, как «My Generation» и «Rollin’ (Air Raid Vehicle)» занимали высокие места в хит-парадах многих стран, а «Take a Look Around» стала заглавной песней саундтрека к фильму «Миссия невыполнима 2». Реакция критиков на Chocolate Starfish and the Hot Dog Flavored Water была смешанной; обозреватель Allmusic Стивен Томас Эрлевайн написал: «Жалость Дёрста к самому себе и монотонная музыка говорит о том, что группа работала над „Chocolate Starfish“ очень быстро — такое звучание показывает их стремление создать сиквел за короткий промежуток времени». В свою очередь, редактор журнала Entertainment Weekly Дэвид Браун назвал Chocolate Starfish and the Hot Dog Flavored Water худшим альбомом 2000 года.
В 2001 году во время выступления Limp Bizkit на фестивале Big Day Out в Австралии произошёл инцидент: из-за давки погибла девушка-подросток Джессика Михалик. В результате были осуждены организаторы фестиваля Аарон Джексон, Уилл Пирс и Амар Тейлор, а также промоутер Вивьен Лис. В многочисленных интервью Фред Дёрст признавался, что смерть Джессики оставила «незаживающую рану». В 2012 году в Австралии был проведён концерт в память о погибшей девушке. Тогда же, в 2001, группа записала кавер-версию песни «Relax», которая должна была войти в саундтрек фильма «Образцовый самец», но из-за будущих разногласий с Борландом Фред Дёрст отказался выпускать её.

### Уход Уэса Борланда,New Old SongsиResults May Vary(2001—2003)

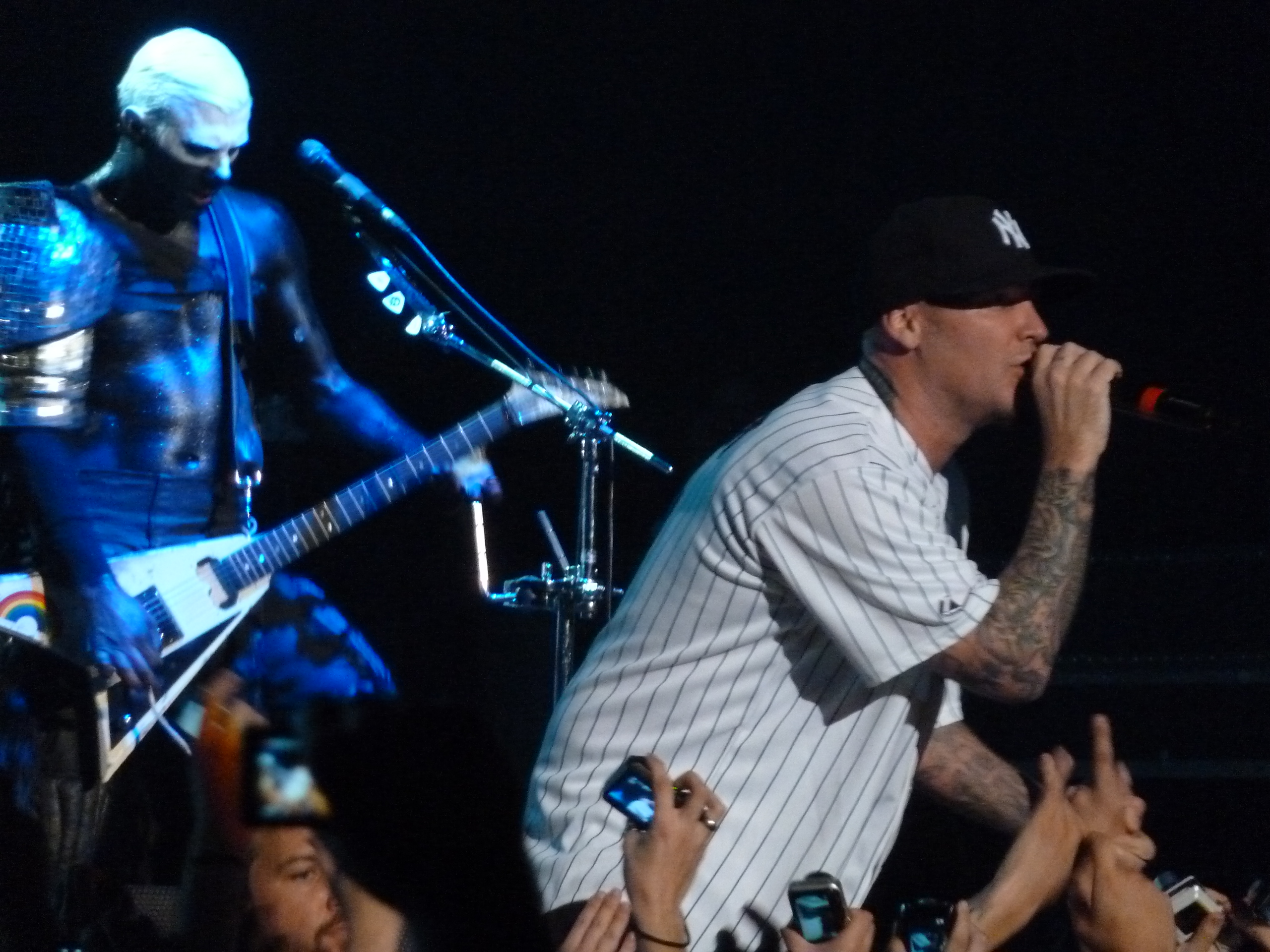
Возникшие разногласия между Дёрстом и Уэсом Борландом стали одной из причин ухода Борланда из группы

В октябре 2001 на своём сайте Уэс Борланд оставляет сообщение, в котором он пишет, что не видит смысла продолжать свою карьеру, как участник Limp Bizkit. Музыкант покинул группу, что стало очень серьёзной потерей для коллектива. Дёрст говорил: «Пришлось „прочёсывать“ весь мир, чтобы найти Борланду замену».
4 декабря 2001 года состоялся релиз альбома ремиксов New Old Songs (с англ. — «Новые старые песни»), над которым работали известные исполнители хип-хопа, фанка и электронной музыки такие как The Neptunes, Тимбалэнд, Эверласт, DJ Premier, Бутч Виг и Уильям Орбит. Проект был начат, в то время когда Уэс Борланд ещё был в составе Limp Bizkit. Он придумал обложку для альбома, а также создал ремикс композиции «Break Stuff». Из-за ухода из группы ремикс Борланда был убран из трек-листа до релиза New Old Songs.
В конце 2001 Фред Дёрст провёл прослушивание гитаристов названное «Put Your Guitar Where Your Mouth Is». Во время прослушки он познакомился с бывшим гитаристом группы Snot Майком Смитом, ставшим заменой Уэсу Борланду. Но вскоре Дёрст на одном из фан-сайтов заявил, что он поссорился со Смитом и написал: «Мы тот тип людей, что остаются верными своим истокам и инстинктам, и в любой момент смогут действовать полагаясь на интуицию. Майк не был „своим“ парнем. Мы хорошо провели время, записываясь с ним, но подсознательно я понимал, что он не тот, в ком мы нуждаемся».
В августе 2002 года в Лос-Анджелесе группа начала запись четвёртого студийного альбома. В ходе работы рассматривалось несколько вариантов названий новой пластинки, среди которых имелись «Bipolar» и «Panty Sniffer». В конечном итоге участники группы выбрали название «Results May Vary» (с англ. — «Результаты могут быть разными»). В интервью Дёрст говорил, что альбом станет разносторонним и будет охватывать множество музыкальных стилей. Во время студийных сессий группа записала, вошедшую в трек-лист альбома, кавер-версию песни «Behind Blue Eyes» группы The Who. Версия «Behind Blue Eyes» представленная Limp Bizkit отличалась от оригинала несколько иным построением мелодии и присутствием в связке композиции звуков электронной игрушки «Speak & Spell». Работа над Results May Vary продолжалась до мая 2003 года.
Летом 2003 Limp Bizkit участвовали в фестивале Summer Sanitarium Tour, хедлайнером которого являлась группа Metallica. Во время выступления в Чикаго группа была освистана фанатами Metallica; зрители кидали на сцену различные предметы и кричали: «Fuck Fred Durst!» (с англ. — «К чёрту Фреда Дёрста!»). Дёрст бросил микрофон и демонстративно ушёл со сцены. Позднее в Sun-Times была опубликована статья, в которой было написано, что причиной такого поведения фанатов стали негативные высказывания Мэнкоу Мюллера в радиоэфире по поводу участия Limp Bizkit в Summer Sanitarium Tour.
23 сентября 2003 года Limp Bizkit выпускают четвёртый студийный альбом Results May Vary. С музыкальной точки зрения пластинка отходит от основного стиля группы и больше тяготеет к альтернативному року и фанку. Критиками альбом был воспринят преимущественно негативно. Стивен Томас Эрлевайн, обозреватель Allmusic, написал следующее: «Музыка лишена мелодии и не энергична, всё внимание сосредоточено на „клоунских“ выпадах и криках; задолго до того, как прослушивание записи завершится, вы зададитесь вопросом, когда чёрт возьми закончится это безобразие?». Кроме того, рецензент The Guardian Кэролайн Салливан также негативно отозвалась об альбоме, однако завершая свой обзор добавила, что из-за разнообразия стилей на Results May Vary «Limp Bizkit нельзя обвинить в гнетущем рэп-рок-гетто». Несмотря на критику пластинка была коммерчески успешной и достигла 3 строчки Billboard 200. Треки «Eat You Alive» и «Behind Blue Eyes», выпущенные в поддержку альбома в качестве синглов, также были популярны и заняли высокие места в международных чартах.

### Возвращение Борланда,The Unquestionable Truth (Part 1),Greatest Hitzи перерыв (2004—2008)
В 2004 году Майк Смит покидает группу. После неудач с несколькими сольными проектами Уэс Борланд возвращается в состав Limp Bizkit, отказавшись от роли гитариста в концертном туре индастриал-группы Nine Inch Nails. По словам Фреда Дёрста, Борланд согласился вернуться в группу при условии, что Geffen Records будет поддерживать его проект Black Light Burns.
В октябре 2004 года музыканты начали работу над новым студийным материалом. В процессе записи фактически не участвовал барабанщик Джон Отто; его место занял Сэмми Сайглер. В феврале 2005 группа заканчивает работу над треками, и в мае выходит мини-альбом The Unquestionable Truth (Part 1) (с англ. — «Неоспоримая правда (Часть 1)»). Диск имел очень необычное для коллектива экспериментальное звучание и сильно отличался от предыдущих релизов Limp Bizkit по стилю исполнения, имея депрессивный оттенок. Тексты песен The Unquestionable Truth (Part 1), что являлось нетипичным для группы, были сфокусированы на таких серьёзных темах, как терроризм, насилие, политика и тщеславие. Участники группы принципиально отказались сопровождать выход альбома какими-либо видами промоушена, рекламы или интервью. Идея такого релиза пластинки была предложена Фредом Дёрстом. По мнению Уэса Борланда, Дёрст, возможно, был недоволен проделанной работой.
Критиками The Unquestionable Truth (Part 1) был встречен неоднозначно. Стивен Томас Эрлевайн высоко оценил альбом и написал: «Limp Bizkit делают шаг в правильном направлении — этот [альбом] амбициозный, драматический и агрессивный, построенный на сбивчивой лирике и „стоп-старт-вокале“». Вдобавок Эрлевайн описал стиль пластинки как «нео-прог альт. метал» и проследил в музыке The Unquestionable Truth (Part 1) влияния индастриала и фанка. Редактор IGN Спенс Д. был менее благосклонен. В своём обзоре он написал, что материал альбома недостаточно хорошо исполнен музыкантами. Кроме того, он раскритиковал чересчур «зловещее» звучание. Однако, завершая обзор, Спенс добавил, что The Unquestionable Truth (Part 1) показал присутствие потенциала у музыкантов к дальнейшему развитию Limp Bizkit. Альбом был продан тиражом 37 000 копий за первую неделю, тем самым заняв 24 строчку чарта Billboard 200.
В ноябре 2005 года по настоянию Geffen Records выходит сборник лучших песен Greatest Hitz. В поддержку альбома Limp Bizkit записывают новый трек «Bittersweet Home», выпущенный синглом 27 декабря 2005. Композиция является попурри песен «Home Sweet Home» группы Mötley Crüe, и «Bitter Sweet Symphony» группы The Verve. В начале 2006 года участники Limp Bizkit объявили о перерыве в творчестве. Уэс Борланд заявил, что, по его мнению, «возвращение группы на сцену является маловероятным».

### Воссоединение,Gold Cobraи уход от Interscope (2009—2011)

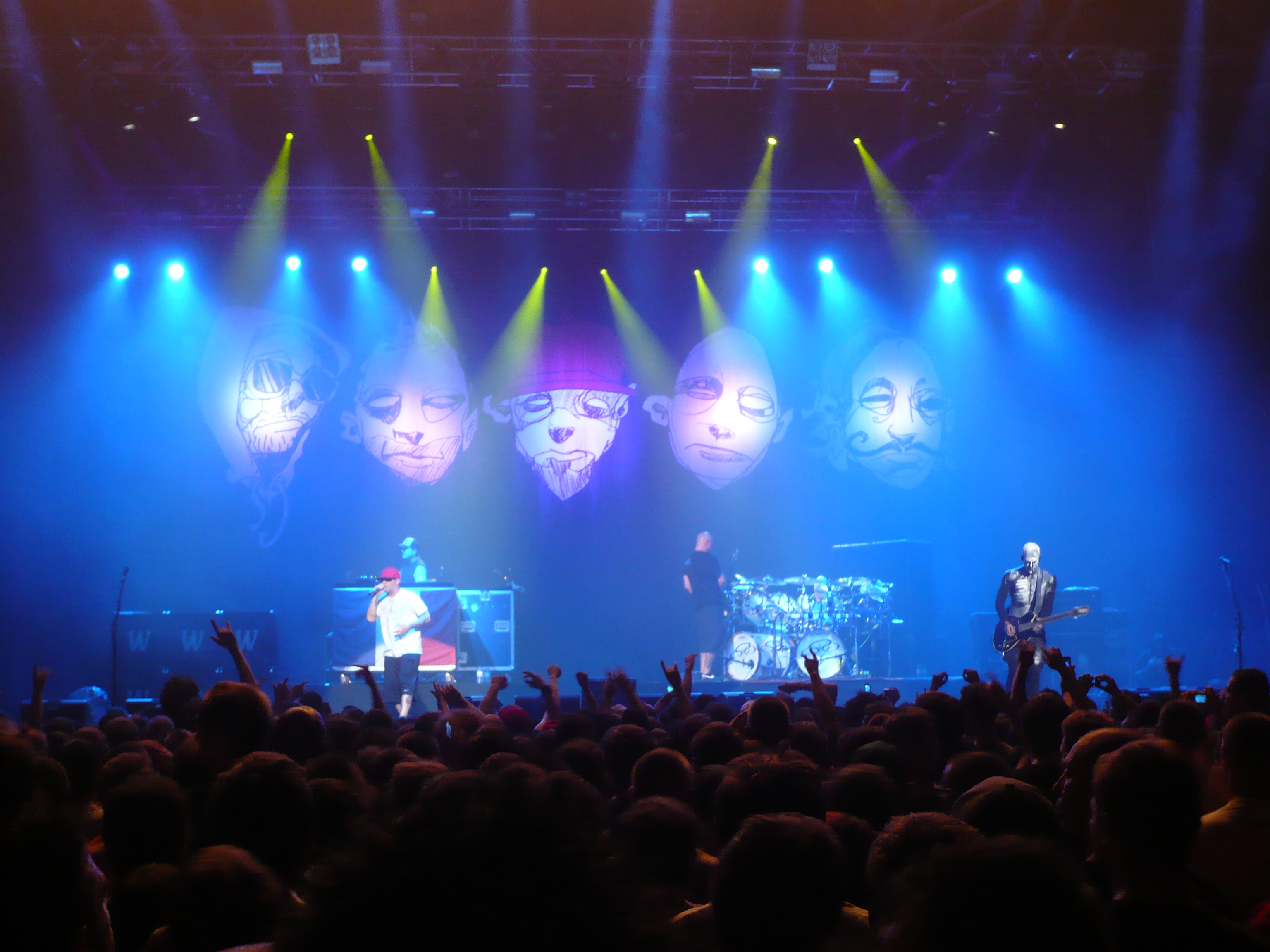
Выступление группы в рамках тура Unicorns N' Rainbows Tour, Париж, 2009

В начале 2009 года группа воссоединилась в оригинальном составе и провела концертный тур Unicorns N' Rainbows Tour, во время которого музыканты впервые посетили Россию, выступив в Санкт-Петербурге и Москве.
В августе 2009 года Фред Дёрст объявил, что группа работает над новым студийным альбомом. Вдобавок Дёрст сообщил название пластинки — «Gold Cobra» (с англ. — «Золотая кобра»). Уэс Борланд сказал, что название не несёт никакой смысловой нагрузки и было выбрано, поскольку, по мнению участников группы, наиболее соответствовало музыкальной составляющей альбома. В работе над Gold Cobra, помимо Limp Bizkit, принимал участие Джин Симмонс, бас-гитарист и вокалист глэм-рок-группы Kiss. Также группа записала трек «Combat Jazz» совместно с рэпером Raekwon, который не вошёл в основной трек-лист альбома. Звуковым дизайном занимался DJ Lethal. Запись пластинки продлилась до марта 2011 года. 17 мая был выпущен первый сингл «Shotgun», получивший восторженные отзывы от музыкальных критиков. Так, например, редактор PopMatters Джош Лангхофф написал: «Гитарист Уэс Борланд мастерски вытягивает риффы один за другим, а DJ Lethal добавляет звуковые эффекты, которые меняют [звучание песни] то слегка, то сильно». Кроме того, обозреватель IGN Чед Крисхоу назвал «Shotgun» одной из лучших композиций Limp Bizkit и отметил звучание, схожее с музыкой, представленной в первых альбомах группы Three Dollar Bill, Yall$ и Significant Other.
28 июня 2011 года состоялся релиз пятого студийного альбома Gold Cobra. Стилистически пластинка схожа с ранними работами группы. Тем не менее, альбом включает в себя влияния других различных музыкальных жанров, например хеви-метала, хард-рока, трэш-метала, электронной музыки, хип-хопа и джаза. При записи Gold Cobra использовалось большое количество клавишных инструментов и средств обработки звука. Пластинка была благосклонно воспринята критиками. Дэвид Бьюкенен из Consequence of Sound положительно отозвался об альбоме, назвав Gold Cobra «интересной», «хвастливой» и «ностальгической» пластинкой. Аналогичное мнение высказал обозреватель сайта Bloody Disgusting Джонатан Беркен, добавив, что «альбом звучит фантастически». Негативно оценил диск Терри Безер из Metal Hammer. В завершение своему обзору он написал следующее: «Gold Cobra забрасывает „свежим“ дерьмом всё, что группа делала ранее». Альбом дебютировал на 16 строчке Billboard 200. В российском чарте Gold Cobra занял 3 место и получил статус золотого. В поддержку альбома группа провела концертный тур Gold Cobra Tour.
В конце 2011 года группа покидает Interscope Records. Альбом Gold Cobra стал последним релизом Limp Bizkit, изданным на этом лейбле.

### Контракт с Cash Money и уход DJ Lethal (2012)
В феврале 2012 года Limp Bizkit впервые за 11 лет отыграли концерт в Австралии. Выступление состоялось в рамках фестиваля Soundwave и было посвящено погибшей во время Big Day Out в 2001 году девушке Джессике Михалик. 24 февраля 2012 музыканты подписали контракт с лейблом Cash Money Records. Позже группа анонсировала подготовку к выходу нескольких новых проектов: сингла «Ready to Go», шестого студийного альбома Stampede of the Disco Elephants и EP The Unquestionable Truth (Part 2). В мае 2012 DJ Lethal покинул Limp Bizkit. Причиной этого стал жёсткий конфликт, возникший у DJ Lethal с Фредом Дёрстом и Джоном Отто. 11 июня 2012 года Limp Bizkit провели выступление в Самаре в рамках фестиваля Рок над Волгой.
«Он был в группе и вне её. Я знаю, что ему нужно, но я не понимаю, чего он хочет добиться возвратившись в состав. Он вечно пропадает где-то, я не знаю хочет ли он оставаться в коллективе. Когда он вернулся ничего не произошло, он ничего не сделал. Мы поговорим с ним. Недавно мы вышли с ним на диалог и теперь посмотрим, что будет дальше».
В конце августа 2012 года Фред Дёрст, совместно с Кевином Рудольфом, записал песню «Champions», которая была использована, как заглавный трек WWE Night of Champions (2012). В октябре DJ Lethal в Твиттере извинился перед участниками группы и вернулся в состав. Однако вскоре он снова ушёл из Limp Bizkit.
26 октября 2012 года в Твиттере Фред Дёрст сообщил о начале съёмок видеоклипа «Ready to Go», в котором будет участвовать хип-хоп-исполнитель Лил Уэйн. Позднее произошла «утечка» в YouTube видео на другую новую композицию «Lightz (City of Angels)». Весной музыканты анонсировали концертный тур, включающий также выступления на фестивалях Welcome to Rockville, Carolina Rebellion и Rock am Ring.

### Still Sucks, возвращение DJ Lethal (2013 — настоящее время)
Группа начала запись своего седьмого студийного альбома Stampede of the Disco Elephants с продюсером Россом Робинсоном, который также продюсировал дебютный альбом группы, Three Dollar Bill, Y’all$, и их EP 2005 года The Unquestionable Truth (Part 1).
Выход сингла «Ready to Go» состоялся 24 марта 2013 года, а трансляция клипа началась с 22 июля. 1 ноября, в качестве цифрового сингла, был выпущен трек «Thieves», являющийся кавер-версией песни индастриал-метал-группы Ministry. 11 декабря состоялся официальный выход клипа на композицию «Lightz (City of Angels)». Следующий сингл из альбома, «Endless Slaughter», планировалось выпустить только на кассете и во время концертов, но его можно было загрузить с официального сайта группы. В октябре 2014 года Фред Дерст объявил, что группа покинула лейбл Cash Money и снова стала независимой. Расставание произошло мирно, и Фред рассказал: «Нам очень нравится тот джем, который мы сделали с Лил Уэйном. Мы любим эту песню». Со 2 по 6 февраля 2015 года группа выступила хедлайнером на круизе ShipRocked 2015. Среди других выступающих групп были Chevelle, Black Label Society, P.O.D. и Sevendust. Группа также анонсировала крупный тур под названием «Money Sucks» — это российский тур из 20 концертов, который прошёл в октябре и ноябре 2015 года в честь 20-летия Limp Bizkit. Название тура было намёком на сложную экономическую ситуацию, с которой столкнулась в то время Россия. Тур вызвал критику на фоне российско-украинской войны и поведения Фреда Дерста, который показал флаг с надписью «Крым = Россия», имея в виду незаконную аннексию Россией в 2014 году. Перед поездкой группы в Европу для участия в туре «Money Sucks» у Сэма Риверса диагностировали дегенеративное заболевание межпозвоночных дисков, которое осложнялось защемлением нерва, вызывая сильную боль в этих областях и не позволявшее ему быть с группой. 23-летний немецкий басист Самуэль Герхард Мпунгу заменил Риверса в туре.
Limp Bizkit провели ряд концертов по Великобритании зимой 2016 года с Korn. По поводу этого тура Дёрст заявил: «Возможно, в вашей жизни было много крутых концертов,, но я гарантирую, что вечер с Korn и Limp Bizkit навсегда станет вашим любимым. Никто не зажигает сложнее, тяжелее и интереснее, чем мы. Никто. И… Убедитесь, что вы хорошо отдохнули накануне вечером. Пришло время вернуться!» Из-за малого количества информации и постоянных задержек с выходом Stampede…, в интервью подкасту «Someone Who Isn’t Me» Уэс Борланд сказал, что Дёрст «не доволен» тем, над чем он работает. Гитарист поведал, что Дёрст «просто будет продолжать работать, пока не будет доволен альбомом, даже если на это уйдут годы и годы». DJ Lethal возобновил выступления с группой 17 марта 2018 года на фестивале Storm the Gates в Окленде (Новая Зеландия).
25 июня 2019 года The New York Times Magazine назвал Limp Bizkit среди сотен исполнителей, чей материал, как сообщается, был уничтожен во время пожара в Universal Studios Hollywood 2008 года.

8 июля 2019 года группа сыграла новую песню из грядущего альбома под названием «Wasteoid» вживую в Париже. Борланд предоставил обновленную информацию об альбоме в июне 2021 года, подробно описав трудности с альбомом: 
Вероятно, за последние 10 лет мы были в студии, чтобы попытаться завершить запись, я хочу сказать, семь раз, в разных студиях. И мы работали над чем-то, работали над чем-то, работали над чем-то. И Фред [Дёрст], я думаю, был постоянно неудовлетворен тем, где находится видение… У нас, вероятно, есть 35 песен, записанных в инструментальном виде, и он записал в них вокал, а затем выбросил вокал — сделал вокал, а затем [всё], «На хрен это», [и] выбросил его. Так что я думаю, что он, наконец, дошёл до того момента, когда выберет набор песен, которые ему наконец-то понравились, и закончит их, а мы закончим запись. Итак, скрестим пальцы.
В августе 2021 года, всего через неделю после выступления на основной сцене Lollapalooza, группа отменила свой летний тур «из-за предосторожности и беспокойства о безопасности группы, команды и, прежде всего, фанатов» в связи с ростом случаев заражения COVID-19 в США. 25 августа 2021 года группа сообщила, что новый альбом будет быстро «утекать» перед выпуском.
30 сентября 2021 года группа выпускает новый сингл «Dad Vibes», перед этим представив её на фестивале Lollapalooza 2021. 19 октября Дёрст сообщил в Instagram, что скоро появятся новые песни, раскрыв названия «Turn It Up Bitch» и «Goodbye», а также альбом, содержащий 12 треков. Дёрст подтвердил в Instagram, что шестой альбом группы, который теперь называется Still Sucks, выйдет 31 октября 2021 года.

## Музыкальный стиль и тематика песен
Фред Дёрст изначально хотел, чтобы группа совмещала самые разные музыкальные стили, насколько это возможно. Основные жанры, в которых Limp Bizkit представляют музыку, — это ню-метал, рэп-метал, фанк-метал, рэп-рок и альтернативный метал. Вдобавок в творчестве музыкантов имеются некоторые детали хеви-метала, прогрессивного метала, хард-рока, пост-гранжа и альтернативного рока. Барабанщик Limp Bizkit Джон Отто имеет большой опыт работы в различных направлениях. В начале своей карьеры он исполнял от латиноамериканской и кубинской музыки до бибопа и фанка. Участник группы DJ Lethal выполнял обязанности звукового дизайнера, тем самым оказывая непосредственное влияние на формирование звука. При записи материала и на концертных выступлениях он использовал скретчинг, семплирование, электронные эффекты и другие способы обработки звука. DJ Lethal в одном из интервью заявил: «Я стараюсь принести новое звучание, а не только зацикленный „стрекот“ и скретчи. […] То, что я делаю, вы никогда раньше не слышали». Гитарист Уэс Борланд применяет нетрадиционные приёмы игры и необычные способы использования шести- и семиструнной гитары. При записи дебютного студийного альбома Three Dollar Bill, Yall$ он не использовал медиатор, применяя при игре обе руки, одной проигрывая мелодичные гитарные нотации, а другой аккорды. Исполнение на гитаре Борланд нередко сопровождает глушением струн левой рукой, создавая искажённый и более усиленный звук. Музыкант также использует переменный штрих и синкопирование для создания дезориентирующего, гипнотического и гудящего звучания. В песне «Stuck» Борланд одновременно использует педаль сустейна и приглушённые риффы.
Автором большинства песен группы является Фред Дёрст. Тексты композиций Limp Bizkit в большинстве своём касаются общества, отличаются общей агрессией и часто содержат ненормативную лексику. Некоторые песни имеют юмористический и пародийный характер. Однако есть композиции, в которых находят своё отражение личные проблемы и переживания Фреда Дёрста. Такие песни, как «Sour», «Nookie», «Re-Arranged», «Boiler» повествуют о проблемах Дёрста с его девушкой. В четвёртом студийном альбоме Results May Vary был сделан больший упор на лиричность композиций. Мини-альбом The Unquestionable Truth (Part 1) имеет политическую направленность, в текстах имеется протест тоталитаризму, пропаганде насилия, терроризму, также затрагиваются проблемы общества в целом.

### Влияние
Limp Bizkit считается одной из определяющих групп жанра ню-метал. Журнал Alternative Press написал: «С течением времени некоторые ню-металлические коллективы постепенно преуменьшали чувствительность своей группы к хип-хопу. И даже так можно гарантировать, что одним из главных факторов, оказавших на них влияние, были Limp Bizkit… удачно несовместимая группа из Джексонвилля, штат Флорида, основавшая основные правила ню-метала… стирают границы между двумя наиболее полярными жанрами в музыке… Limp Bizkit создали вечные оды подростковой тревоге, которые, как мы обнаружили, со временем все ещё применимы и во взрослой жизни».
Журнал Kerrang! рассказал о влиянии песни «Break Stuff»: «Если Deftones представляли что-то более глубокое в ню-метале, то Limp Bizkit представляли что-то совершенно на другом конце шкалы. Несмотря на наличие действительно новаторского гитариста в лице Уэса Борланда, чье видение его трансжанровой группы, вероятно, больше соответствовало таким группам, как Primus, Faith No More и Mr. Bungle… Break Stuff, кхм, совершила прорыв для Limp Bizkit благодаря своему дьявольски простому мотиву из двух аккордов, дерзкому дропу и неразрывно связанному с MTV видео с участием Джонатана Дэвиса, Фли и Роджера Долтри из The Who, а также мегазвезд рэпа Snoop Dogg, Эминема и Доктора Дре, вывели их на аудиторию, выходящую далеко за рамки металла. Последующая знаменитость была огромной. Влияние, которое она оказала, было огромнейшим».
Хотя Limp Bizkit вдохновляли такие ню-метал-группы, как Linkin Park, в 2000-х годах, новые группы в этом жанре продолжают использовать звучание Bizkit как источник влияния, например, известная группа возрождения ню-метала Wargasm, участники которой выросли, слушая Limp Bizkit, сказали: «Без них мы не были бы той группой, которой мы являемся сегодня».
По словам музыкантов, наибольшее влияние на них оказало творчество The Jesus Lizard, Tomahawk, Dave Matthews Band, Portishead, Mr. Bungle, Sepultura, Ministry, Prong, Tool, Primus, Pantera, Minor Threat, Angry Samoans, Black Flag, the Fat Boys, The Treacherous Three, The Cold Crush Brothers, Urban Dance Squad, Rage Against the Machine, Korn, Deftones, Jane’s Addiction и Джона Зорна.

## Концертные выступления

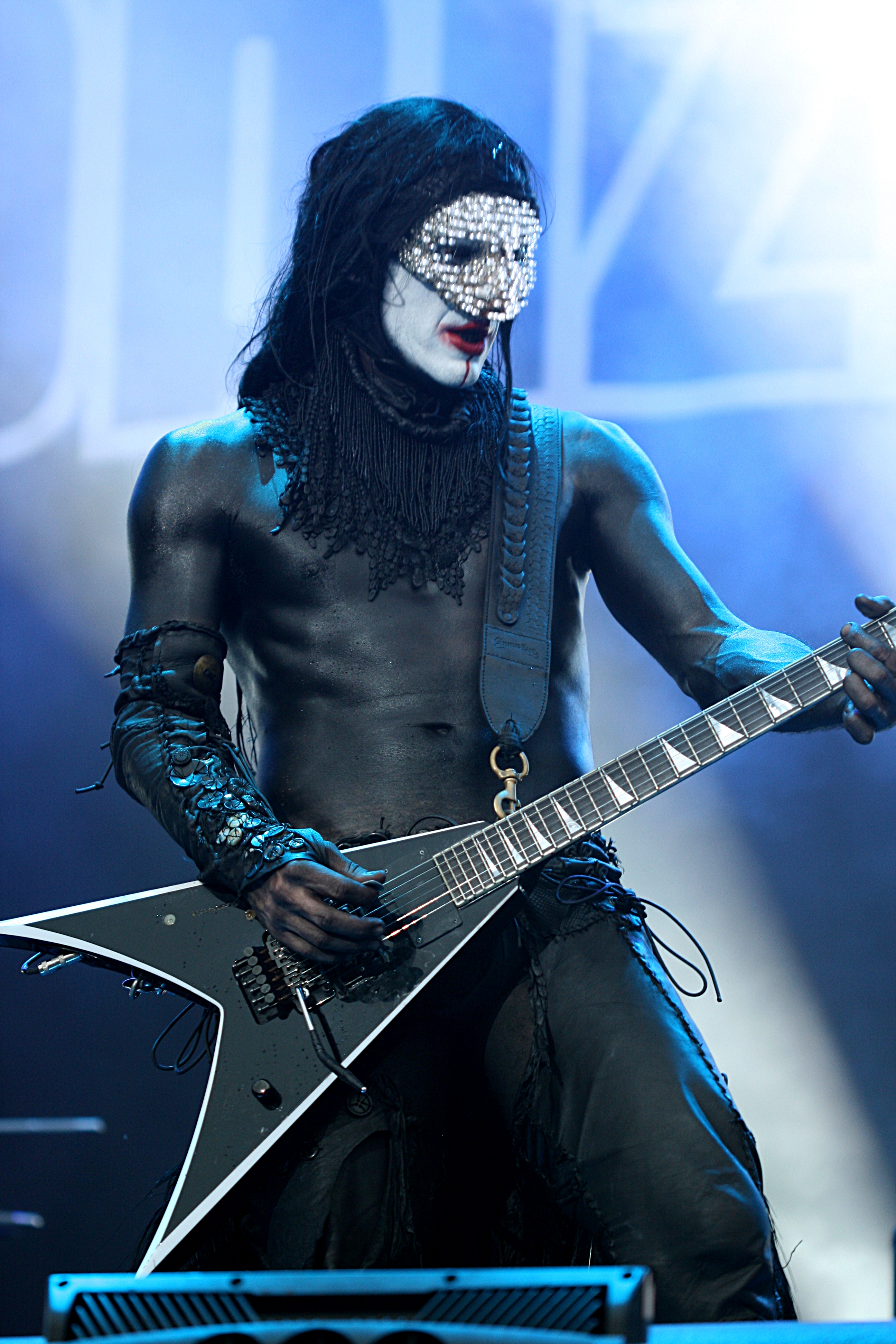
Один из образов Уэса Борланда

Перед гастролями музыканты тщательно продумывают дизайн сцены и ход исполнения. На самих концертах используется большое количество визуальных эффектов. Участниками группы во время выступления неоднократно обыгрываются какие-либо сценические постановки. Так, например, один из концертов в Камбодже был основан на сюжете фильма Апокалипсис сегодня. Выступление группы на Family Values Tour 1999 редактором газеты Los Angeles Times было охарактеризовано, как «смесь Война миров и Марс атакует!»; музыканты вышли из инопланетного корабля, а само выступление сопровождалось всевозможными визуальными элементами. Также на ряде концертов во время Хэллоуина каждый из участников группы был одет, как Элвис Пресли на разных этапах своей карьеры. Одно из самых необычных выступлений группы состоялось на фестивале Ozzfest. Limp Bizkit использовали 30 футов туалетной бумаги, в качестве реквизита, а также вырезанные из картона фигуры различных поп-звёзд, среди которых были участники групп Hanson и Spice Girls.
Одна из главных особенностей Limp Bizkit на концертах — это эксцентричный и устрашающий имидж гитариста Уэса Борланда. Внешний вид музыканта на протяжении всей карьеры группы неоднократно менялся. Дизайнером костюмов и масок является сам Борланд. Неотъемлемой частью имиджа гитариста является боди-арт. Наиболее распространённый образ Борланда, когда его тело раскрашено подобно скелету. Сам музыкант называет этот образ «сгоревшая спичка». «Я практически не выхожу на сцену в одежде. На мне есть только нижнее белье и ботинки, я весь разрисован с головы до ног. Вы все можете увидеть только мои сияющие зубы», — говорил Борланд. В одном из интервью гитарист признался, что часть его образов основана на некоторых персонажах из научно-фантастического телесериала Вавилон-5.

## Критика
Несмотря на признание за артистизм и музыкальный вклад, группа получила долю негативной критики со стороны коллег-музыкантов. Как отметил автор Джоэл Макайвер, смеси рэпа и металла Limp Bizkit явно предшествовали группы Rage Against the Machine и Faith No More, но её тексты сильно отличались от радикальной политики первых и экзистенциальной поэзии вторых. Дерст назвал обе группы двумя, оказавшими на него наибольшее влияние. Полуироничный кавер Faith No More на песню Лайонела Ричи «Easy» в 1992 году намекнул на то, какой будет запись песни Джорджа Майкла «Faith» группы Limp Bizkit в 1997 году. Фронтмены обеих групп дистанцировались от Limp Bizkit; Зак де ла Роча из Rage Against the Machine заявил, что Limp Bizkit «отстой», в то время как вокалист Faith No More Майк Паттон перефразировал цитату, приписываемую Гётцу фон Берлихингену, Er kann mich am Arsch lecken: «Он может лизать мою задницу», когда немецкий репортер спросил его об интересе Дерста к выпуску своей музыки через Interscope Records. Во время церемонии вручения наград MTV Video Music Awards 2000 года басист Rage Against the Machine Тим Коммерфорд поднялся на часть площадки в знак протеста против того, что Limp Bizkit получили награду за лучшее рок-видео, а позже выразил свою неприязнь к группе во время интервью журналу Rolling Stone в 2015 году, заявив: «Прошу прощения за то, что вдохновил такое дерьмо».

## Участники
| Текущий состав - Фред Дёрст — Гитара (1995), вокал (1995—2006, 2009—настоящее время) - Сэм Риверс — бас-гитара, бэк-вокал (1995—2006, 2009—настоящее время), Гитара (2002-2003) - Джон Отто — барабаны, перкуссия (1995—2006, 2009—настоящее время) - Уэс Борланд — гитара, бэк-вокал (1995—1996,1996—2001, 2004—2006, 2009—настоящее время) - DJ Lethal — скретчинг, семплинг, программирование (1996—2006, 2009—2012, 2012, 2018—настоящее время) Бывшие участники - Роб Уотерс — гитара (1995) - Терри Бальзамо — гитара (1996) - Майк Смит — гитара, бэк-вокал (2002—2004) - Сэм Сиглер — ударные (2004—2005) | Бывшие сессионные музыканты - Скотт Борланд — клавишные (1995—1996) - Брайан Уэлч — гитара (2002—2003) - DJ Skeletor — скретчинг, семплинг, клавишные, программирование, бэк-вокал (2012, 2013—2018) - Самуэль Джи Мпангю — бас-гитара (2015—2017, 2018) - Цузуми Окаи — бас-гитара (2018) Текущие сессионные музыканты - Дэнни Коннелл — бас-гитара (2023) |

Временная шкала

## Дискография
Студийные альбомы
- Three Dollar Bill, Y'all$ (1997)
- Significant Other (1999)
- Chocolate Starfish and the Hot Dog Flavored Water (2000)
- Results May Vary (2003)
- Gold Cobra (2011)
- Still Sucks (2021)

Другие релизы
- Mental Aquaducts  (1995)
- Three Dollar Bill, Y'all$ Demo (1996)
- Limp Bizkut Demo (Pollution, Stale Mate, Counterfiet) (1996)
- Limp Bizkut Demo (Counterfit, Red, Sideways) (1996)
- New Old Songs (2001)
- The Unquestionable Truth (Part 1) (2005)
- Greatest Hitz (2005)

## Награды и номинации
| Год  | Премия                         | Номинация                                                                                              | Результат |
| ---- | ------------------------------ | --- | --------- |
| 1999 | «Billboard Music Awards»       | «Лучшее музыкальное видео» («Nookie»)                                                                  | Победа    |
| 1999 | «MTV Video Music Awards»       | «Лучшее рок-видео» («Nookie»)                                                                          | Номинация |
| 2000 | «MTV Video Music Awards»       | «Лучшее хип-хоп-видео» («N 2 Gether Now»)                                                              | Номинация |
| 2000 | «MTV Video Music Awards»       | «Лучшее рок-видео» («Break Stuff»)                                                                     | Победа    |
| 2000 | «Грэмми»                       | «Лучшее хард-рок-исполнение» («Nookie»)                                                                | Номинация |
| 2000 | «Грэмми»                       | «Лучший рок-альбом» (Significant Other)                                                                | Номинация |
| 2000 | «Blockbuster Awards»           | «Лучшая группа в жанре рок»                                                                            | Победа    |
| 2000 | «MuchMusic Awards»             | «Лучшее интернациональное видео» («Break Stuff»)                                                       | Победа    |
| 2000 | «Billboard Music Awards»       | «Лучшая рок-группа»                                                                                    | Победа    |
| 2001 | «Грэмми»                       | «Лучшее хард-рок-исполнение» («Take a Look Around»)                                                    | Номинация |
| 2001 | «MTV Europe Music Awards»      | «Лучший альбом» (Chocolate Starfish and the Hot Dog Flavored Water)                                    | Победа    |
| 2001 | «MTV Europe Music Awards»      | «Лучшая рок-группа»                                                                                    | Номинация |
| 2001 | «MTV Video Music Awards»       | «Лучшее рок-видео» («Rollin’ (Air Raid Vehicle)»)                                                      | Победа    |
| 2001 | «MTV Video Music Awards»       | «Лучшее рок-видео» («My Way»)                                                                          | Номинация |
| 2001 | «Billboard Music Video Awards» | «Лучший видеоклип года» («Rollin' (Air Raid Vehicle)»)                                                 | Номинация |
| 2001 | «ECHO Awards»                  | «Лучшая международная метал-группа», «Альбом года» (Chocolate Starfish and the Hot Dog Flavored Water) | Победа    |
| 2001 | «Blockbuster Awards»           | «Лучшая группа в жанре рок»                                                                            | Победа    |
| 2002 | «Джуно»                        | «Самый продаваемый альбом» (Chocolate Starfish and the Hot Dog Flavored Water)                         | Номинация |
| 2002 | «BRIT Awards»                  | «Лучшая интернациональная группа»                                                                      | Номинация |
| 2002 | «American Music Award»         | «Лучший альтернативный исполнитель»                                                                    | Победа    |
| 2003 | «The K-Rock Awards»            | «Лучший кавер года» («Behind Blue Eyes»)                                                               | Победа    |
| 2009 | «Kerrang! Awards»              | Занесение в «Зал Славы Kerrang!»                                                                       | Победа    |